# لوما ليندا (كاليفورنيا)
لوما ليندا هي مدينة في ولاية كاليفورنيا في الولايات المتحدة الأمريكية في مقاطعة سان بيرناردينو، التي تأسست في عام 1970. وكان عدد سكانها 23261 في تعداد عام 2010، المنطقة المركزية من المدينة كان في الأصل معروفاً باسم مدينة التل وكان معروفا النصف الشرقي كما برين مار. وتقع المدينة على بعد 60 ميلا (97 كم) شرق لوس انجليس. واسم «لوما ليندا» باللغة الإسبانية تعني التل الجميل.

## جغرافيا
تقع لوما ليندا في وادي سان برناردينو وجزء من الامبراطورية الداخلية. يحدها من الشمال سان برناردينو، ومن الشرق ريدلاندز، ومن الغرب كولتون، وعلى الجنوب من قبل مقاطعة ريفرسايد. مساحة صغيرة من الأراضي غير مدمجة تفصل لوما ليندا من مدينة وادي مورينو إلى الجنوب.
وضمت بقايا برين مار من المدينة في عام 2006.
وفقا لمكتب التعداد بالولايات المتحدة، والمدينة لديها مساحة إجمالية قدرها 7.5 ميل مربع

## أعلام
- ديك روتان
- جيريمي إيتو
- برينت ماين
- شانتال أندرسون
- أنتوني أسيفيدو
- هولدا كروكس
- ديك دالي
- هال ك. دوسن
- هاري بلاكستون جونيور
- براندون بيرسفورد